# شهرستان جفرسون (واشینگتن)
شهرستان جفرسون، واشینگتن (به انگلیسی: Jefferson County, Washington) یک شهرستان در ایالات متحده آمریکا است که در ایالت واشینگتن واقع شده‌است.

## خصوصیات
شهرستان جفرسون ۵٬۶۵۳٫۹۸ کیلومترمربع مساحت دارد.